# Triluna Film
Triluna Film ist eine Produktionsgesellschaft mit Sitz in Zürich. Seit ihrer Gründung 1991 hat sie drei Dutzend Spiel- und Dokumentarfilme für Kino und Fernsehen hergestellt. Die Bandbreite ihrer Produktionen reicht von Arthouse-Movies über Fernsehfilme bis hin zu internationalen Koproduktionen.

## Filme
- «Schatten der Liebe» Kinospielfilm von Christof Vorster
  - Nachwuchspreis Regie des Schweizerischen Filmzentrums, Locarno 1992
  - Nomination Max Ophüls Preis, Saarbrücken 1992

- «Justiz» Kinospielfilm von Hans W. Geissendörfer
  - nach dem Roman von Friedrich Dürrenmatt, erschienen im Diogenes Verlag, Zürich
  - Koproduktion mit GFF, München
  - Prädikat «wertvoll» der Deutschen Film- und Medienbewert
  - Nomination Golden Globe 1994, Bester ausländischer Film

- «Wachtmeister Zumbühl» Kinospielfilm von Urs Odermatt
  - Koproduktion mit Nordwest Film, Sera Filmproduktion, München

- «Rückfällig» Fernsehfilm aus der Reihe «TATORT» von Daniel Helfer

- «Das stille Haus» Kinospielfilm von Christof Vorster
  - Filmpreis der Stadt Zürich 1995
  - Nomination Euskal Media Prize, San Sebastián International Film Festival 1995

- «Propellerblume» Kinospielfilm von Gitta Gsell
  - Beste Darstellerin Vasiliki Roussi, Solothurner Filmtage 1998
  - Nomination Schweizer Filmpreis 1997, Bester Spielfilm
  - Nomination Max Ophüls Preis 1997

- «LUX! - Vorspiele zu einer Autobiographie des Lichts» Kinospielfilm von Fred van der Kooij
  - Koproduktion mit dem ZDF
  - Nomination Max Ophüls Preis 1998

- «Evitas Geheimnis» TV-Dokumentarfilm von Frank Garbely

- «Auge für Auge» TV-Dokumentarfilm von Werner Zeindler

- «Zornige Küsse» Kinospielfilm von Judith Kennel
  - Koproduktion mit VOX
  - Moscow International Film Festival 1999, Beste Hauptdarstellerin Maria Simon
  - Mons 1999, Preis der Jury des Jeunes Cinéphiles Européens

- «Utopia Blues» Kinospielfilm von Stefan Haupt
  - Filmpreis der Stadt Zürich 2001
  - Schweizer Filmpreis 2002, Bester Spielfilm
  - Schweizer Filmpreis 2002, Bester Darsteller Michael Finger
  - Max Ophüls Preis 2002, Bestes Drehbuch
  - Max Ophüls Preis 2002, Bester Darsteller Michael Finger
  - Interfilmpreis Saarbrücken
  - Molodist International Film Festival Kiev 2002, Grosser Preis der Jury
  - Michael Finger ist “Shooting Star” der Berlinale 2002

- «Kilimanjaro» TV-Spielfilm von Mike Eschmann

- «Dragan & Madlaina» TV-Spielfilm von Kaspar Kasics
  - Cinéma Tout Écran, Genf 2001, Bester Schweizer Fernsehfilm

- «La petite Gilberte - Anne-Marie Blanc, Schauspielerin» TV-Dokumentarfilm von Anne Cuneo

- «Zauberfelsen» Kino-Dokumentarfilm von Peter Ammann
  - Koproduktion mit Dialog Film, München

- «Die lange Reise des Reto Bantli» TV-Dokumentarfilm von Katrin Laur

- «Moritz» TV-Spielfilm von Stefan Haupt
  - Nomination Fernsehfilmpreis Baden-Baden 2004

- «Hildes Reise» Kinospielfilm von Christof Vorster

- «Anjas Engel» TV-Spielfilm von Pascal Verdosci

- «Steinschlag» TV-Spielfilm von Judith Kennel
  - Nomination Fernsehfilmpreis Baden-Baden 2005
  - Nomination Schweizer Filmpreis 2005, Beste Darstellerin Sandra Utzinger

- «Moumié - Der Tod in Genf» TV-Dokumentarfilm von Frank Garbely
  - Koproduktion mit Aïe Production, Genf

- «Spiele Leben» Kinospielfilm von Antonin Svoboda
  - Koproduktion mit coop99, Wien
  - Österreichischer Beitrag für die OSCAR-Nominierung 2007

- «Chicken mexicaine» Kinospielfilm von Armin Biehler
  - Schweizer Filmpreis 2008, Bester Darsteller Bruno Cathomas

- «L’affaire Barschel - Silence de mort» TV-Dokumentarfilm von Frank Garbely
  - Koproduktion mit Aïe Productions, Genf

- «Nordwand» Kinospielfilm von Philipp Stölzl
  - Koproduktion mit MedienKontor Movie, Berlin, DOR Film, Wien, DOR Film-West, München
  - Deutscher Filmpreis 2009, Beste Kamera Kolja Brandt, Beste Tongestaltung

- «Hundeleben» TV-Spielfilm von Mike Eschmann

- «Verstrickt und zugenäht» TV-Spielfilm von Walter Weber

- «How About Love» Kinospielfilm von Stefan Haupt

- «Wandlungen – Richard Wilhelm und das I Ging» Kino-Dokumentarfilm von Bettina Wilhelm

- «Die Schweizer - Les Suisses - Gli Svizzeri - Ils Svizzers» von Dominique Othenin-Girard
  - Dokufiction-Reihe im Auftrag der SRG SSR, in allen 4 Landessprachen
  - Episode 1 "Werner Stauffacher - Die Schlacht am Morgarten"
  - Episode 2 "Hans Waldmann und Niklaus von der Flüe - Haudegen und Heiliger"
  - Episode 3 "Guillaume-Henri Dufour - Der General der die Schweiz rettete"
  - Episode 4 "Alfred Escher und Stefano Franscini - Kampf um den Gotthard"

- «Usfahrt Oerlike» Kinospielfilm von Paul Riniker
  - inspiriert durch das Theaterstück EXIT von Thomas Hostettler
  - Prix du Public, Solothurner Filmtage 2015

- «Finsteres Glück» Kinospielfilm von Stefan Haupt
  - nach dem gleichnamigen Roman von Lukas Hartmann, erschienen im Diogenes Verlag, Zürich

- «Mario» Kinospielfilm von Marcel Gisler
  - Koproduktion mit CARAC Film AG, Bern
  - Schweizer Filmpreis 2018, Bester Darsteller Max Hubacher
  - Schweizer Filmpreis 2018, Beste Darstellung in einer Nebenrolle Jessy Moravec